# Nationaal park Cinque Terre
Het Nationaal park Cinque Terre (Italiaans: Parco Nazionale delle Cinque Terre) is een nationaal park in Italië. In 1997 zijn de vijf dorpen van Cinque Terre opgenomen in de Werelderfgoedlijst van UNESCO.
Behalve de vijf dorpen aan de kust, Vernazza, Corniglia, Manarola, Riomaggiore en Monterosso, heeft het een dicht begroeid binnenland en heldere zee. Vanaf de veelbelopen wandelpaden op de hellingen heeft men doorlopend uitzichten. Behalve het land is ook de zee hier beschermd, dit deel beslaat ongeveer 30% van de totale parkoppervlakte. In het zuidelijkste deel van het park liggen twee kleine eilandjes Scoglio Grimaldo en Scoglio Ferale, in het noorden de Scoglio Gagiato.

## Flora
Hoewel de mediterrane flora overal opvalt, zijn er veel verschillende microklimaten. Deze hebben een grote variëteit aan landschappen gecreëerd. Er is sprake van den, aleppoden, kurkeik en kastanje. Rots en kust verschaffen een groot aantal mediterrane en kust soorten zoals zeevenkel hun noodzakelijke leefomgeving. De flora is overal zichtbaar, als boom, kruid maar ook in struiken zoals rozemarijn, tijm, Helichrysum en lavendel.

## Fauna
- Zeefauna: Murene, Schorpioenvis, Zeebrasem, Octopus, Pietervis, Grote zeebaars, Dolfijn en Tonijn
- Landfauna: Hop, Eikelmuis, Bosuil, diverse soorten meeuwen

## Bezienswaardigheden
Van de vijf dorpen mogen Vernazza, Manarola en Riomaggiore als de mooiste beschouwd worden. De plaatsjes hebben een spectaculaire ligging aan zee. Alle plaatsen zijn door een goed onderhouden wandelpad met elkaar verbonden. De tocht van Monterosso al Mare naar Vernazza is de zwaarste, de etappe van Manarola naar Riomaggiore is echter zeer eenvoudig. Dit deel van de wandeltocht voert over de Via dell'Amore. Onderweg passeert men een wand met daarop vele liefdesbetuigingen.

## Bereikbaarheid
Het park is te bereiken via de snelweg A12 (Genua - Livorno). Vanaf de afslagen leiden provinciale weggetjes richting de vijf dorpen aan de kust. Deze zijn echter autovrij, voertuigen moeten op parkeerplaatsen vóór de plaatsen worden achtergelaten. Bovendien hebben die maar een beperkte capaciteit; wanneer ze vol zijn stuurt de politie alle nieuwkomers terug. Een beter alternatief biedt de trein. Alle vijf de dorpen van de Cinque Terre hebben een eigen station. De treinen rijden met een grote regelmaat langs de kust, grotendeels door tunnels.

## Foto's

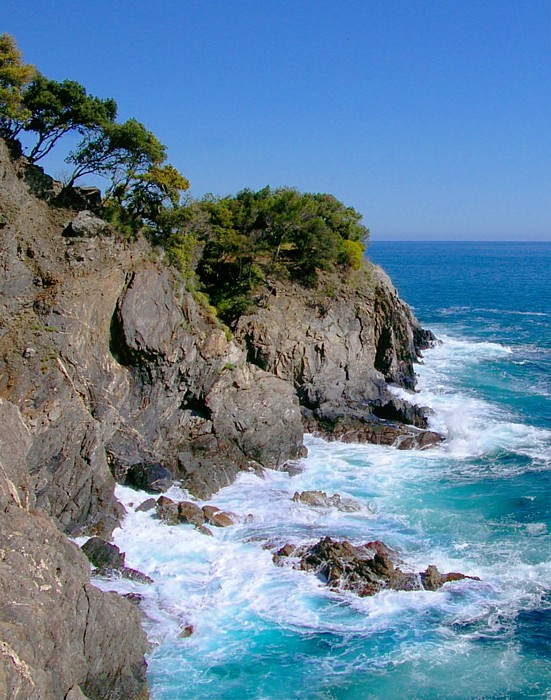
Monterosso
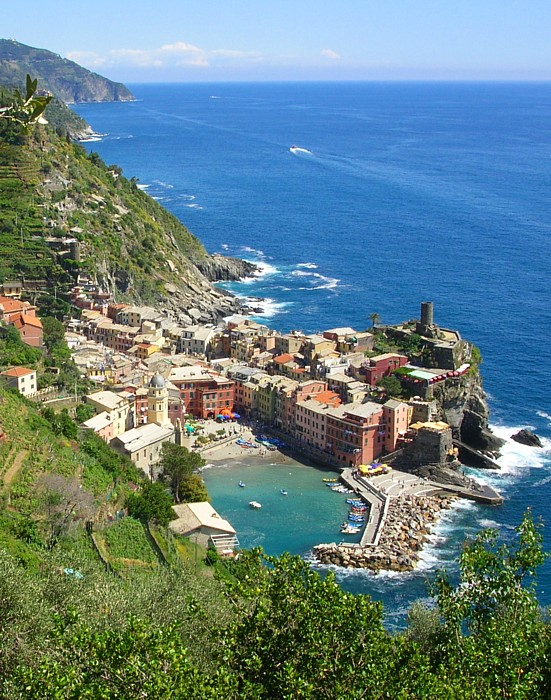
Vernazza
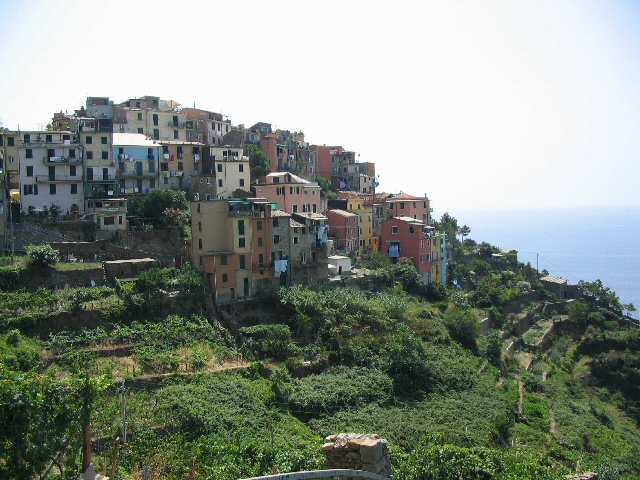
Corniglia
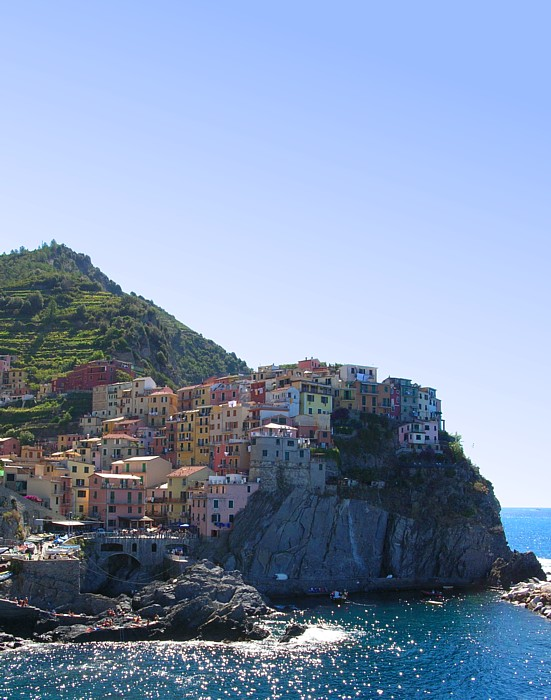
Manorola
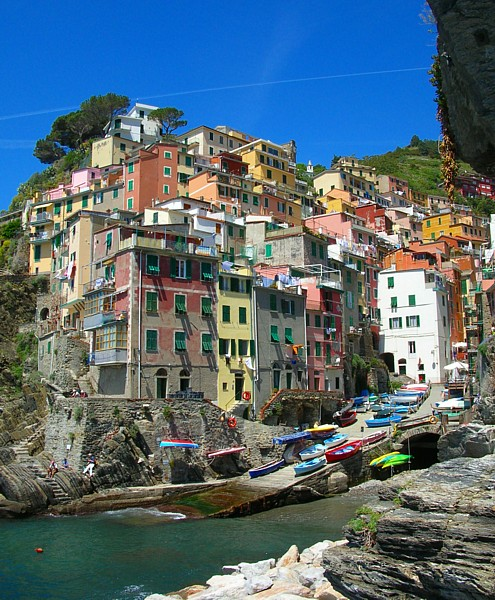
Riomaggiore